# Закон об арктическом гектаре
«Закон об арктическом гектаре» — федеральный закон Российской Федерации, регулирующий земельные, лесные и иные отношения, связанные с предоставлением гражданам Российской Федерации земельных участков, находящихся в государственной или муниципальной собственности и расположенных в Арктической зоне Российской Федерации и на других территориях Севера, Сибири и Дальнего Востока Российской Федерации. С 1 августа 2021 года бесплатная земля была доступна только жителям этих же территорий, с 1 февраля 2022 года — всем гражданам Российской Федерации.

## Предыстория
Предшествующая программа Дальневосточный гектар проработала свыше 5 лет и была признана успешной. По ней свыше 100 тысяч россиян получили свыше 63 тысяч гектаров земли. После того, как проект был признан успешным, правительство приняло решение о запуске проекта Арктический гектар по образцу Дальневосточного гектара.

## Регионы
Программа «Арктический гектар» действует в Мурманской области, Ненецком и Ямало-Ненецком автономных округах, и в 23 муниципальных районах Красноярского края, Архангельской области, республики Коми и Карелия. Арктические районы Якутии и Чукотки уже входят в программу «Дальневосточный гектар» и, поэтому, не входят в «Арктический гектар». Список территорий, на которых действует программа, корректировался в 2022 году. В республике Коми было добавлено 7 территорий в Воркуте, Усинске и Усть-Цилемском районе. Раздача участков не производится на территориях, входящих в состав лесного фонда и таких, где планируется добыча углеводородов.

## Правила работы
В отличие от Дальневосточного Гектара, Арктический позволяет получать землю в городах. Как и в случае с Дальневосточным гектором, может быть подано как личное, так и семейное заявление, при условии, что семья составляет не более 10 человек. Если ранее гражданином была получена земля по программе Дальневосточного гектара, для получения арктического нужно представить документы об освоении предыдущей полученной территории.

## Результаты
C 2021 года по август 2023 года по программе «арктического гектара» землю получили более 5 тысяч человек. Общая площадь составила около 3,5 тысяч га, преимущественно в Архангельской, Мурманской областях, Карелии и ЯНАО. 40% получателей используют землю под ИЖС, 26% — в бизнес-целях, 12 % — в туристических, 11% — в сельскохозяйственных, 11% — в иных целях. Вместе с этим, первые владельцы получили финансовую поддержку на сумму более 120 млн рублей.